# Bohain-en-Vermandois
Bohain-en-Vermandois es una comuna francesa situada en el departamento de Aisne, de la región de Alta Francia. Es la cabecera (bureau centralisateur en francés) y mayor población del cantón de su nombre.

## Geografía
Ciudad situada entre Cambrai y San Quintín, entre Thiérache y Vermandois, al límite con el departamento Norte.
Es accesible a través de las autopistas A26 y A29 y dispone de una estación de tren en la línea París-Maubeuge cubierta por el tren regional TER Picardía y TER Norte-Paso de Calais.

## Demografía
| 6 726 | 7 090 | 7 513 | 7 271 | 6 955 | 6 600 | 6 338 | 6 021 | 5 670 |
| Para los censos de 1962 a 1999 la población legal corresponde a la población sin duplicidades (Fuente: INSEE [Consultar]) |       |       |       |       |       |       |       |       |

## Lugares de interés
- Iglesia de San Martín, construida en 1910, de estilo neo-gótico en ladrillo.
- Hotel de ville, construcción del siglo XIX, de estilo flamenco.
- Casa de Henri Matisse

## Personajes célebres
- Henri Matisse habitó durante veinte años en una casa del centro de la ciudad.
- Emile Flamant, pintor de frescos nacido en Bohain en 1896.
- Roger Prévot, nacido el 29 de noviembre de 1914, alcalde de Villeneuve la Garenne entre 1953 y 1999.